# Miên Luân
Miên Luân (chữ Hán: 綿倫; 6 tháng 12 năm 1752 – 11 tháng 1 năm 1775), Ái Tân Giác La, là một Quận vương của nhà Thanh trong lịch sử Trung Quốc.

## Cuộc đời
Miên Luân sinh vào giờ Mẹo, ngày 1 tháng 11 (âm lịch) năm Càn Long thứ 17 (1752), trong gia tộc Ái Tân Giác La. Ông là con trai trưởng của Hòa Cần Thân vương Vĩnh Bích, mẹ ông là Đích Phúc tấn BáC Nhĩ Tế Cát Đặc thị (博爾濟吉特氏). Năm Càn Long thứ 37 (1772), tháng 9, phụ thân ông qua đời, ông được tập tước Hòa Thân vương đời thứ 3, nhưng Hòa vương phủ không phải thừa kế võng thế, nên ông chỉ được phong làm Hòa Quận vương (和郡王). Tháng 12 cùng năm, Càn Long Đế ra chỉ để Ngạch phò Phúc Long An phụ ông trông coi việc nhà, hôm sau thưởng dư ông Tam hoa Mắt linh (三眼花翎). Năm thứ 39 (1774), ngày 26 tháng 10 (âm lịch), ông bị bệnh, Càn Long Đế đặc mệnh Ngự y Trần Thế Quan đến chẩn trị. Nhưng đến ngày 29 tháng 11 (âm lịch), giờ Sửu, ông qua đời, hưởng thọ 23 tuổi. Sau khi qua đời ông được truy thụy Hòa Cẩn Quận vương (和謹郡王). Ông lúc sinh thời không có con, nên Càn Long Đế mệnh Tông Nhân phủ điều hai người em trai của ông là Miên Tuần và Miên Trác (綿倬) đến cầu kiến, cuối cùng chọn Miên Tuần là người tập tước Hòa Thân vương.

## Gia quyến
- Đích Phúc tấn: Na Mộc Đô Lỗ thị (那木都鲁氏), con gái của Công Thư Linh A (公舒灵阿).